# 埃丽卡·基尔普
埃丽卡·基尔普（1992年6月22日—），爱沙尼亚女子击剑运动员，2015年欧洲运动会女子重剑团体银牌得主和女子重剑个人铜牌得主、2020年夏季奥林匹克运动会女子重剑团体金牌得主。